# Studiejob
Studiejob er betegnelsen for et job som studerende har mens de er under uddannelse. De fleste studiejob er derfor et job med et afgrænset ugentligt timetal f. eks 15-20 arbejdstimer. Et studiejob er også, i de fleste tilfælde, karakteriseret ved at være et job, der har relevans i forhold til den studerendes fagområde. En økonomi-studerende kan arbejde som regnskabs-assistent og en datamatiker som programmør.
Mange virksomheder er særligt interesseret i at ansætte studerende i studiejob, da studerende på videregående uddannelse har et højt kompetence-niveau. Samtidig har en virksomhed mulighed for at ansætte en studerende med henblik på at beholde den studerende efter endt uddannelse. Det er også en faktor, at et studiejob er relativt lavtlønnet set i forhold lignende ufaglærte jobfunktioner.
SU-lovgivningen i Danmark har også indflydelse på, hvor meget en studerende på et fuldtids-studium i Danmark må tjene før SU'en skal tilbagebetales. Det betyder, at studerende med stor fordel kan lade sig ansætte i jobfunktioner, hvor det ugentlige timeantal er lavt. Studiejob er generelt meget attraktive i Danmark og holdningen for ambitiøse studerende er "at ens karrierer starter på studiet". Det studiejob studerende vælger, er på mange måder med til at forme ens fremtidige og professionelle karrierer, samt bidrage med værdifulde erfaringer og kompetencer.